# Phare du Grouin du Cou

Le phare du Grouin du Cou

Le phare du Grouin du Cou, appelé aussi phare de La Tranche-sur-Mer, se situe sur la pointe du Grouin du Cou, à La Tranche-sur-Mer en Vendée (France).

## Historique
Il remplace un fanal de 9 mètres construit en 1831. À la suite de nombreux naufrages, le phare, une tourelle carrée avec un corps de logis en maçonnerie de 14 mètres a été construit en 1866 pour prévenir les capitaines des abords dangereux des côtes tranchaises constituées de fonds calcaires.
Détruit dans la nuit du 24 juillet 1944 par les Allemands pendant la Seconde Guerre mondiale, il a été reconstruit en 1950 d'après les plans de l'architecte Maurice Durand.

## Phare actuel
Le phare actuel mesure 16,33 mètres, c'est une tourelle peinte en blanc de forme légèrement pyramidale, à section octogonale. La maçonnerie est lisse avec encorbellement à la partie supérieure, sur un soubassement carré, formant un groupe avec plusieurs bâtiments. La lanterne est peinte en noir. Le phare est construit sur un terrain de 8 403 m2. Le phare est électrifié en 1953. Il est automatisé et télécontrôlé depuis Les Sables-d'Olonne et ne se visite pas. Il est muni d'une optique Sautter-Harlé à éclats réguliers de focale 0,30 m en verre taillé de 6 panneaux. D’une puissance lumineuse de 120 000 candelas, ses éclats sont visibles sur 360°. Le phare garde l'entrée du pertuis Breton.